# Setsoto Local Municipality
Setsoto (englisch Setsoto Local Municipality) ist eine Lokalgemeinde im Distrikt Thabo Mofutsanyana, Provinz Freistaat, Südafrika. Der Verwaltungssitz befindet sich in Ficksburg. Komane Koalane ist der Bürgermeister.
Der Gemeindename stammt aus dem Sesotho und heißt so viel wie „Das Wunderbare“ oder „Die Schönheit“. Es wird dabei auf die landschaftlichen Reize der Umgebung sowie auf den Reichtum an landwirtschaftlichen Produkten, wie die hier vorhandenen Obstgärten und den Weizenanbau, Bezug genommen.

## Städte und Orte
- Clocolan
- Ficksburg
- Hlohlolwane
- Marquard
- Matwabeng
- Meqheleng
- Moemaneng
- Senekal[4]

## Bevölkerung
Im Jahr 2011 hatte die Gemeinde 112.597 Einwohner in 33.687 Haushalten auf einer Gesamtfläche von 5966,36 km². Davon waren 92,3 % schwarz, 5,7 % weiß, 1 % Coloured und 0,8 % Inder bzw. Asiaten. Erstsprache war zu 86 % Sesotho, zu 7 % Afrikaans und zu 2,8 % Englisch.